# Jo Schot
Jacobus Johannes (Jo) Schot (Middelburg, 22 juni 1894 – aldaar, 19 juli 1923) was een Nederlands voetballer die als centrale aanvaller speelde. De Zeeuw werd in 1921 landskampioen met NAC en speelde in 1922 eenmalig voor het Nederlands voetbalelftal.

## Clubcarrière
Schot speelde vanaf 1910 bij Zeelandia, dit 'klein' Zeelandia was in maart 1910 opgericht als jongensclub door fans van de Middelburgse voetbalvereniging Zeelandia. Toen die laatste in 1916 fuseerde met plaatsgenoot Olympia tot MV & AV Middelburg, werd de club van Schot hernoemd in MV&AV Zeelandia. Bij deze club deed Schot tevens aan atletiek. In 1920 ging Schot naar NAC waarvoor hij in 68 wedstrijden ook 68 doelpunten zou maken (62 doelpunten in 56 competitiewedstrijden en 6 doelpunten in 12 wedstrijden in de kampioenscompetitie). Met NAC won hij de Zuidelijke titel in 1921 en 1922 en werd in 1921 tevens landskampioen met de club.

## Interlandcarrière
In 1921 werd Schot voor het eerst door de Nederlands Elftalcommissie (N.E.C.) opgeroepen. Schot speelde, onder leiding van bondscoach Fred Warburton, in de vriendschappelijke wedstrijd die op 22 november 1922 in Bern gespeeld werd tegen Zwitserland (5-0 nederlaag) zijn enige interland.

## Persoonlijk
Op dertienjarige leeftijd kwam Schot in het armenweeshuis nadat zijn moeder stierf in een psychiatrische inrichting. Zijn vader heeft hij nooit gekend. Hij groeide op bij de familie Bliek en werd ook Jo Bliek genoemd. Schot stierf op 29-jarige leeftijd in het ziekenhuis van Middelburg na een val van de Abdij van Middelburg (provinciegebouw) tijdens zijn werk als loodgieter. Hij liet een zwangere vrouw en twee jonge kinderen na.